# Canove (Roana)

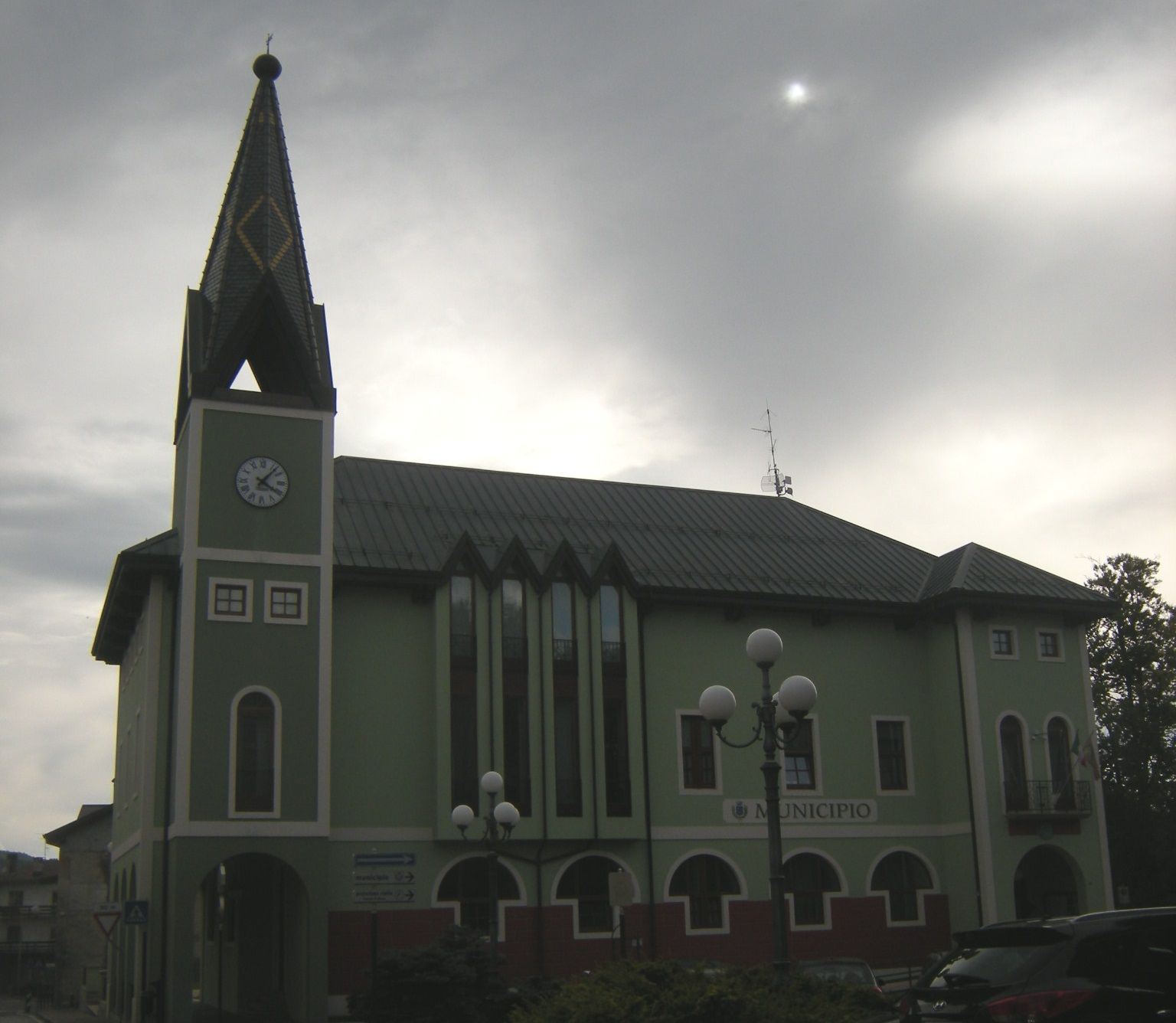
Il municipio di Roana a Canove

Canove (Roan in cimbro) è una località montana dell'Altopiano dei Sette Comuni, frazione del comune di Roana, in provincia di Vicenza, situata sul ciglio della Val d'Assa. Si trova ad un'altitudine di 1.001 m s.l.m. e conta una popolazione di circa 970 abitanti. È sede del municipio di Roana.

## Geografia fisica
Canove è situata lungo la strada che da Treschè Conca porta ad Asiago e Gallio e si trova a 2,25 km a sud del centro di Roana.

## Origine del nome
Il toponimo è di origine romanza e significa "case nuove". La variante cimbra Ròan, invece, ha un'origine differente, e corrisponde a un termine che significa "ciglio, margine, orlo".

## Storia
Si hanno notizie su insediamenti in loco che risalgono almeno ad 8.000 anni prima di Cristo. Testimonianza ne sono alcune selci scheggiate risalenti al Paleolitico e rinvenute nella località di Bisele e le incisioni rupestri della Val d'Assa.
La località acquisì importanza a partire dal 1404 quando l'Altopiano di Asiago si alleò con la Serenissima Repubblica di Venezia.
Il 25 novembre 1909 fu inaugurata la stazione ferroviaria di Canove, parte della Ferrovia Rocchette-Asiago.
La linea ferroviaria che passava per Canove ebbe un ruolo importante durante la prima guerra mondiale per il transito delle truppe italiane. Il trenino a cremagliera che percorreva questo tratto di ferrovia, dismessa nel 1958, era chiamato "Vaca mora", ovvero "mucca nera".
La località è citata assieme a molte altre dell'altipiano nel Giornale di Guerra e di Prigionia di Carlo Emilio Gadda.
Negli anni trenta del Novecento venne realizzata la Cattedra, in seguito chiamata anche Stalla Modello, a lungo utilizzata dal Consorzio Caseifici dell'altopiano e che si progetta di riconvertire in un centro servizi.

## Monumenti e luoghi d'interesse

### Chiesa parrocchiale di San Marco Evangelista

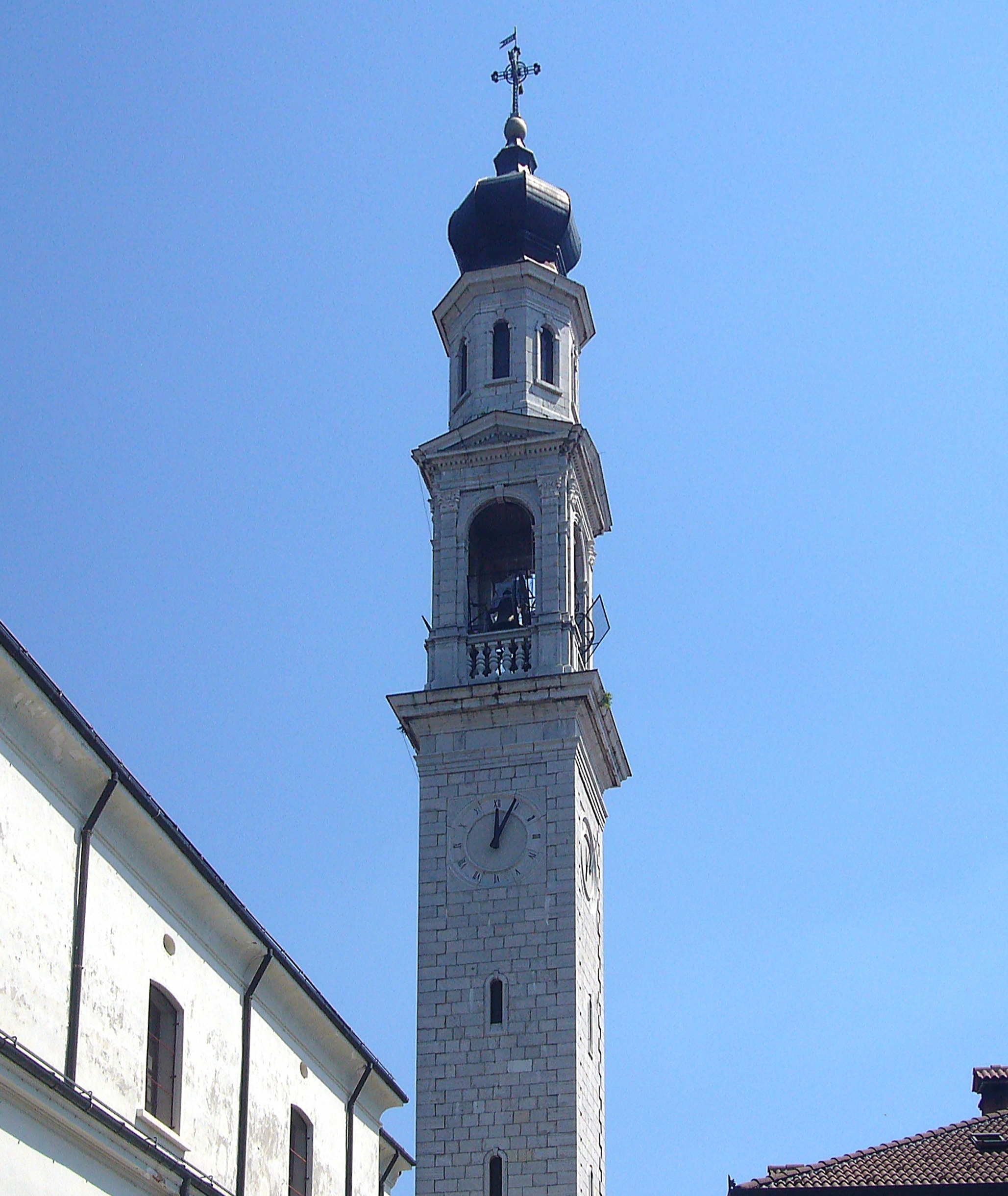
Il campanile della parrocchiale

Fu costruita nel 1378 dagli abitanti di Canove e di Roana a causa dell'eccessiva distanza dalla chiesa di Rotzo, sino ad allora chiesa di riferimento per la zona. Fu proclamata parrocchiale già nel 1393, tuttavia sino alla metà del Quattrocento rimase subordinata alla chiesa di Roana, paese che nello stesso periodo aveva costruito a sua volta una propria chiesa.
Venne riedificata per la prima volta nel 1488, dopo essere stata distrutta da un incendio l'anno precedente. A causa dell'incremento demografico, fu necessaria una nuova ricostruzione tra il 1772 e il 1793. Rasa al suolo durante la grande guerra, venne ricostruita nel periodo seguente seguendo le linee dell'edificio originario e aperta al culto nel 1927.
Il campanile, anch'esso ricostruito e completato nel 1928, con i suoi 58,40 mt. è uno dei più alti dell'Altopiano di Asiago. Al suo interno è ospitato un concerto di 5 campane fuse dalla fonderia Cavadini di Verona nel 1922. Nell'estate del 1987, a seguito di un serio danno strutturale riscontrato durante l'inverno precedente, la parte sommitale venne interamente ricostruita e il resto del campanile subì un intervento di restauro, terminato l'anno successivo.
La pala dell'altare maggiore fu dipinta nel 1626 da Antonio Scajaro; rappresenta la Trinità con san Marco evangelista e san Giovanni Battista. La Natività di Gesù è invece di un anonimo pittore veneto della prima metà del Settecento. Più recenti (1913) le due tele di Giuseppe Fanin, raffiguranti l'Ultima cena e la Beata Giovanna Maria Bonomo che riceve la comunione da un angelo.

## Cultura

### Musei

#### Museo della Grande Guerra
L'ex-stazione ferroviaria di Canove ospita un museo dedicato alla prima guerra mondiale. Il museo fu inaugurato nel 1974 (1972 secondo un'altra fonte) su iniziativa di alcuni cittadini del posto.
Il museo, ubicato su due piani, espone foto (circa 2.000), armi e altri oggetti (5.000 in tutto) del periodo.
Tra i pezzi più significativi, figura il più grande calibro austro-ungarico rinvenuto nella zona.

### Eventi
- Festa dei cuchi (25 aprile)[1]
- Hoga Zait, festival cimbro, che si tiene in luglio[14]

## Infrastrutture e trasporti

### Ferrovie
Dal 1910 al 1958 era in funzione la Ferrovia Rocchette-Asiago che collegava Piovene Rocchette con Asiago passando per l'Altopiano dei Sette Comuni e ad Canove aveva la sua stazione ferroviaria, che dopo essere rimasta inutilizzata per anni è adibita a Museo della Grande Guerra 1915-18.